# PHONO TONES
PHONO TONES（フォノトーンズ）は2011年に結成された器楽曲バンド。

## メンバー
飯塚純（いいづか じゅん）
キーボード 担当。ピアノ・ロックバンド・UNDER LIFEのボーカル兼ピアノ。
伊地知潔（いぢち きよし）
ドラムス 担当。ASIAN KUNG-FU GENERATIONのメンバー。
猪股ヨウスケ（いのまた ようすけ）
ベース  担当。自身がボーカル・ギターを務めるDr.DOWNERの他、MEANINGのベーシストとしても活動。
宮下広輔 （みやした こうすけ）
ペダル・スティール・ギター 担当。スリーピースバンド・きわわのメンバー。

## 来歴
2011年にドラムス・伊地知潔、ベース・猪股ヨウスケが中心となり結成し、10月12日に渋谷のライブハウス・渋谷LOOP annexにて初ライブを行った。以降も定期的にライブ活動を継続し、翌年2012年1月18日に1stアルバム『PHONO TONES has come!』をリリース。本アルバムのリリースにあたり金澤ダイスケ、SPECIAL OTHERS、山田貴洋から応援コメントが寄せられた。また同年2月9日に神奈川県のライブハウス・F.A.D YOKOHAMAで磯部正文BAND、Dr.DOWNERを招聘して本アルバムのレコ発ライブが行われた。このレコ発ライブは翌月3月23日に代官山UNITでも行われた。
以降はライジング・サン・ロックフェスティバルへの出演や愛媛県でのアコースティック・ライブの開催等を含むライブ活動を続け、2013年にキューンミュージックより2ndアルバム『LOOSE CRUISE』をリリースし、メジャー・デビューを果たす。本アルバムの収録曲「Saturday 少林 Fever」は埼玉県の聖天宮で撮影されたミュージック・ビデオが制作・公開されている。さらに同年10月に東京湾での船上ライブを開催した。
2014年以降もフジロックフェスティバルやROCK IN JAPAN FESTIVAL、森、道、市場といったロック・フェスティバルの出演をコンスタントにこなし、3rdアルバム『Along the 134』やADAM atのスプリットCD等の音源リリースも行う。2021年よりキューンミュージックを離れ、ビクターエンタテイメントへ移籍。

## 楽曲
楽曲の殆どが器楽曲だが、2013年にリリースされた2ndアルバム『LOOSE CRUISE』では元・cutman-boocheのウリョンをボーカルに迎えた楽曲が収録されている。また、初期はベース・猪股が楽曲制作の中心を担当していたが、活動を経るにつれて宮下や飯塚も制作に参加している。

## ディスコグラフィー

### 配信シングル
| 発売日         | タイトル               |
| -------------- | ---------------------- |
| 2021年7月7日   | The sky's the limit    |
| 2021年9月22日  | Jack Russell           |
| 2022年2月23日  | You & I                |
| 2022年7月15日  | A walk with the colors |
| 2022年10月28日 | Joyful Sounds          |